# Actus
Actus fou una mesura romana que va constituir la base del sistema de mesures de la terra. La mesura en distància es deia actus minimus o actus simplex i equivalia a 120 peus romans i 4 peus d'amplada. L'actus quadratus era una unitat de superfície romana, igual de llarg que d'ample (120 peus romans) és a dir que mesurava 14.400 peus quadrats, que era la meitat d'una juguera equivalent a 0,1259 hectàrees (el treball de mig dia). Era una de les mesures de base 12. S'usava sobretot com a base per fer les centuriacions.
La paraula actus deriva d'ago (menar, conduir), i significava el fet de conduir els bous mentre llauraven o més concretament la longitud d'un solc.